# Dare To Be Different (szervezet)
A Dare to be Different (magyarul: "Merj más lenni") egy nonprofit szervezet, melyet 2016-ban alapított Susie Wolff volt autóversenyzőnő és a Rob Jones, a Motor Sports Association vezérigazgatója. A szervezet célja a nők részvételének segítése és népszerűsítése a változatos fajtájú járműves versenysportokban és hogy hozzájáruljon a férfiközpontúként ismert iparággal kapcsolatos nézőpont megváltozásához. A Dare to be Different rendszeres eseményeket tart az Egyesült Királyságban, melyekre 8 és 14 év közötti lányokat hívnak meg a motorsporttal való ismerkedésre.
A szervezet létrejöttekor az angol versenyzők közel 5% volt csak nő.

## Fordítás
- Ez a szócikk részben vagy egészben  a   Dare to Be Different (organisation) című angol Wikipédia-szócikk fordításán alapul.  Az eredeti cikk szerkesztőit annak laptörténete sorolja fel. Ez a jelzés csupán a megfogalmazás eredetét és a szerzői jogokat jelzi, nem szolgál a cikkben szereplő információk forrásmegjelöléseként.

## Külső hivatkozások
- Hivatalos weboldal